# Alberto Giordani
Alberto Giordani (Bologna, 19 aprile 1899 – Bologna, 8 novembre 1927) è stato un calciatore italiano, di ruolo mediano.

## Carriera

### Club
Iniziò a giocare nel Gruppo Sportivo Bolognese, esordendo in massima divisione il 12 ottobre 1919, nella partita sul campo del Bologna persa per 8-0.
A fine stagione la sua squadra si fuse con la S.G.E. Virtus, a dare la "Virtus G.S. Bolognese", nella quale continuò a militare per tutti i quattro anni successivi (finiti i quali la sezione calcistica della società, nel frattempo fusa anche con il Nazionale Emilia nel 1922 a dare la Virtus Bologna, fu sciolta).
Dopo la retrocessione del 1924 si trasferì al Bologna, voluto dal tecnico Hermann Felsner, e si conquistò subito il posto da titolare ai danni del mediano Gino Spadoni. Assieme a Pietro Genovesi e Gastone Baldi compose una buona linea mediana, ed a fine stagione la squadra conquistò il primo scudetto della sua storia, dopo aver battuto l'Alba nella doppia finale. L'anno successivo il Bologna si classificò secondo, alle spalle del Torino che sarebbe stato poi squalificato per illecito sportivo. In totale disputò con i rossoblu 69 partite di campionato, mettendo a segno 3 reti.
L'8 novembre del 1927 Giordani fu colpito da una meningite fulminante, che lo condusse alla morte all'età di 28 anni. È sepolto al cimitero della Certosa di Bologna assieme al fratello Giuseppe, deceduto il 7 agosto 1920.

### Nazionale
L'unica partita che giocò in Nazionale maggiore prima della morte improvvisa fu l'amichevole Italia-Spagna del 29 maggio 1927, disputata in occasione dell'inaugurazione dello stadio "Littoriale" di Bologna. Giocò anche in Nazionale B, nella prima partita della rappresentativa, terminata con la vittoria ad Esch-sur-Alzette del 17 aprile 1927 degli azzurri sulla Nazionale del Lussemburgo per 5-1.

## Statistiche

### Cronologia presenze e reti in Nazionale
| Cronologia completa delle presenze e delle reti in nazionale ― Italia | Cronologia completa delle presenze e delle reti in nazionale ― Italia | Cronologia completa delle presenze e delle reti in nazionale ― Italia | Cronologia completa delle presenze e delle reti in nazionale ― Italia | Cronologia completa delle presenze e delle reti in nazionale ― Italia | Cronologia completa delle presenze e delle reti in nazionale ― Italia | Cronologia completa delle presenze e delle reti in nazionale ― Italia | Cronologia completa delle presenze e delle reti in nazionale ― Italia |
| Data                                                                  | Città                                                                 | In casa                                                               | Risultato                                                             | Ospiti                                                                | Competizione                                                          | Reti                                                                  | Note                                                                  |
| --------------------------------------------------------------------- | --------------------------------------------------------------------- | --------------------------------------------------------------------- | --------------------------------------------------------------------- | --------------------------------------------------------------------- | --------------------------------------------------------------------- | --------------------------------------------------------------------- | --------------------------------------------------------------------- |
| 29/05/1927                                                            | Bologna                                                               | Italia                                                                | 2 – 0                                                                 | Spagna                                                                | Amichevole                                                            | -                                                                     |                                                                       |
| Totale                                                                |                                                                       | Presenze                                                              | 1                                                                     |                                                                       | Reti                                                                  | 0                                                                     |                                                                       |

## Palmarès

### Club

#### Competizioni nazionali
- Campionato italiano: 1

Bologna: 1924-1925